# انتل شیلی
انتل شیلی (به انگلیسی: Entel) شرکت مخابرات شیلیایی است، که در زمینه ارائه خطوط تلفن ثابت، شبکه تلفن همراه، خدمات اینترنتی و پکیج‌های تلویزیون دیجیتال و تلویزیون ماهواره‌ای فعالیت می‌کند.
شرکت انتل شیلی در سال ۱۹۶۴ تأسیس شد و در حال حاضر بزرگترین ارائه‌کننده خدمات مخابراتی و اینترنتی در شیلی می‌باشد.
دفتر مرکزی این شرکت در شهر سانتیاگو، شیلی قرار دارد و بخشی از سهام آن در بازار بورس اوراق بهادار سانتیاگو معامله می‌شود.